# Elaphoglossum nastukiae
Elaphoglossum nastukiae är en träjonväxtart som beskrevs av John T. Mickel. Elaphoglossum nastukiae ingår i släktet Elaphoglossum och familjen Dryopteridaceae. Inga underarter finns listade.